# Parafia św. Patryka (Dominika)
Parafia świętego Patryka (ang. Saint Patrick Parish) – jedna z 10 parafii we Wspólnocie Dominiki, znajdująca się w południowo-wschodniej części kraju. Stolicą parafii jest Berakua.
Graniczy z parafiami: św. Jerzego, św. Łukasza, św. Marka od zachodu oraz z parafią św. Dawida od północy.

## Miejscowości
- Berakua oraz La Plaine – największe wsie parafii.
- Bagatelle
- Bellevue Chopin (częściowo w parafii św. Jerzego)
- Delices
- Dubuc
- Fond St. Jean
- Geneva Estate
- Pichelin
- Petite Savanne
- Stowe
- Tete Morne